# Cantone di Vihiers
Il Cantone di Vihiers era una divisione amministrativa dell'arrondissement di Saumur.
È stato soppresso a seguito della riforma complessiva dei cantoni del 2014, che è entrata in vigore con le elezioni dipartimentali del 2015.
Comprendeva i comuni di:
- Aubigné-sur-Layon
- Cernusson
- Les Cerqueux-sous-Passavant
- Cléré-sur-Layon
- Coron
- La Fosse-de-Tigné
- Montilliers
- Nueil-sur-Layon
- Passavant-sur-Layon
- La Plaine
- Saint-Paul-du-Bois
- La Salle-de-Vihiers
- Somloire
- Tancoigné
- Tigné
- Trémont
- Vihiers